# Gino Borsoi
Gino Borsoi (Motta di Livenza, 11 de marzo de 1974) es un expiloto y mánager italiano de motociclismo que compitió desde 1996 hasta 2004 en el Campeonato Mundial de Motociclismo. Actualmente es el director deportivo del Pramac Racing.

## Biografía
Debutó en el Mundial en el GP de Italia de 1996 con una Aprilia RS 125 R y en esa misma temporada fue llamado por el equipo italiano para reemplazar en las últimas tres carreras de temporada a Andrea Ballerini, pero un incidente con Kazuto Sakata en el GP de Cataluña lo obligó a no correr ninguna otra carrera de campeonato debido a la fractura de tres vértebras.
Recuperado de lesión, en la temporada de 1997 encuentra su primer contrato como piloto de carreras en el campeonato mundial con un Yamaha TZ 125 del equipo Semprucci Biesse.
La temporada 1998, incluso sin obtener resultados significativos, se recuerda porque Borsoi mató accidentalmente a una cobra que entró en la pista, golpeándolo con una rodilla mientras hacía a una curva durante el GP de Malasia.
En los años siguientes, logró obtener una pole position y tres podios, distinguiéndose como piloto de pruebas para la Aprilia, realizando las pruebas de desarrollo de la RSA 125. En total ha participado en 126 Grandes Premios, todos en 125 cc.
Al mismo tiempo como piloto, en 2003 fundó el equipo Globet Racing, equipo con el que corrió las últimas dos temporadas como profesional en el campeonato mundial, participando como mánager deportivo, el primer año. Alex De Angelis y Mike Di Meglio en el segundo. Se retiró como piloto al final de la temporada 2004. continuando de gerente de su equipo al contratar a Fabrizio Lai para el 2005. Durante la temporada 2016 recibió una oferta de Jorge Martínez Aspar para trabajar en su equipo.

## Resultados en el Campeonato del Mundo
Sistema de puntuación de 1993 hasta 2022:
| Posición | 1.º | 2.º | 3.º | 4.º | 5.º | 6.º | 7.º | 8.º | 9.º | 10.º | 11.º | 12.º | 13.º | 14.º | 15.º |
| Puntos   | 25  | 20  | 16  | 13  | 11  | 10  | 9   | 8   | 7   | 6    | 5    | 4    | 3    | 2    | 1    |

### Carreras por año
| Año  | Categoría | Equipo  | Moto    | 1       | 2      | 3       | 4       | 5       | 6       | 7       | 8       | 9       | 10      | 11      | 12      | 13     | 14      | 15     | Ptos. | Pos. |
| ---- | --------- | ------- | ------- | ------- | ------ | ------- | ------- | ------- | ------- | ------- | ------- | ------- | ------- | ------- | ------- | ------ | ------- | ------ | ----- | ---- |
| 1996 | 125 cc    | Aprilia | MAL -   | INA -   | JPN    | SPA -   | ITA 23  | FRA -   | NED -   | GER -   | GBR -   | AUT -   | CZE -   | IMO -   | CAT -   | BRA    | AUS -   |        | NC    | 0    |
| 1997 | 125 cc    | Yamaha  | MAL 22  | JPN 15  | SPA 23 | ITA Ret | AUT Ret | FRA 12  | NED Ret | IMO Ret | GER 8   | BRA 14  | GBR Ret | CZE Ret | CAT 16  | INA 12 | AUS Ret |        | 20.º  | 19   |
| 1998 | 125 cc    | Aprilia | JPN Ret | MAL Ret | SPA 9  | ITA 6   | FRA Ret | MAD 16  | NED 11  | GBR 7   | GER Ret | CZE 14  | IMO Ret | CAT 20  | AUS 10  | ARG 12 |         |        | 18.º  | 43   |
| 1999 | 125 cc    | Aprilia | MAL 7   | JPN Ret | SPA 12 | FRA 16  | ITA 10  | CAT 12  | NED 9   | GBR 8   | GER 8   | CZE 9   | IMO Ret | VAL 6   | AUS 8   | RSA 5  | BRA 5   | ARG 4  | 10.º  | 106  |
| 2000 | 125 cc    | Aprilia | RSA 10  | MAL 6   | JPN 4  | SPA 19  | FRA 9   | ITA 5   | CAT 3   | NED 11  | GBR Ret | GER Ret | CZE 8   | POR 8   | VAL 9   | BRA 7  | PAC 14  | AUS 9  | 9.º   | 113  |
| 2001 | 125 cc    | Aprilia | JPN 4   | RSA 4   | SPA 3  | FRA 4   | ITA 2   | CAT 18  | NED 6   | GBR 8   | GER Ret | CZE 23  | POR 15  | VAL 5   | PAC 8   | AUS 10 | MAL 5   | BRA 20 | 6.º   | 130  |
| 2002 | 125 cc    | Aprilia | JPN 10  | RSA 7   | SPA 10 | FRA 10  | ITA 5   | CAT Ret | NED 13  | GBR Ret | GER 10  | CZE 9   | POR 7   | BRA 12  | PAC 7   | MAL 19 | AUS Ret | VAL 10 | 10.º  | 82   |
| 2003 | 125 cc    | Aprilia | JPN 10  | RSA 11  | SPA 13 | FRA 13  | ITA 8   | CAT 8   | NED 13  | GBR 19  | GER 17  | CZE 8   | POR Ret | BRA 12  | PAC Ret | MAL 20 | AUS Ret | VAL 10 | 17.º  | 54   |
| 2004 | 125 cc    | Aprilia | RSA 6   | SPA 19  | FRA 11 | ITA 9   | CAT Ret | NED Ret | BRA 17  | GER Ret | GBR 9   | CZE 5   | POR 15  | JPN 11  | QAT 8   | MAL 9  | AUS 7   | VAL 7  | 12.º  | 79   |

| Color     | Resultado                                                               |
| --------- | ----------------------------------------------------------------------- |
| Oro       | Ganador                                                                 |
| Plata     | 2.ª plaza                                                               |
| Bronce    | 3.ª plaza                                                               |
| Verde     | Finalizó en los puntos                                                  |
| Azul      | Finalizó sin puntos                                                     |
| Azul      | NC - No clasificado                                                     |
| Violeta   | Ret - No terminó (Carrera)                                              |
| Rojo      | DNQ - No se clasificó                                                   |
| Negro     | DSQ - Descalificado                                                     |
| Blanco    | DNS - No empezó (carrera)                                               |
| Blanco    | WD - Retirado (fin de semana)                                           |
| Blanco    | C - Carrera cancelada                                                   |
| Sin color | DNP - Inscrito pero no participó                                        |
| Sin color | INJ - Lesionado                                                         |
| Sin color | EX - Excluido                                                           |
| Estado    | Resultado                                                               |
| Negrita   | Pole position                                                           |
| Cursiva   | Vuelta rápida                                                           |
| †         | Abandona, pero clasifica al completar el porcentaje requerido para ello |